# Кинематографија
Kinematografija (od starogrčkih reči κίνημα, kìnema "kretanje" i γράφειν, gràphein "pisati") je umetnost snimanja pokretnih fotografskih slika.
Snimatelji odnosno direktori fotografije koriste objektiv da fokusiraju svetlost reflektovanu od predmeta u stvarnu sliku koja se prenosi na neki senzor slike ili fotoosetljivi materijal unutar filmske kamere. Ove ekspozicije kreiraju se sekvencijalno i čuvaju se za kasniju obradu i prikazivanje. Slike snimljene elektronskim senzorom slike, proizvode električni naboj za svaki piksel na slici, koji se elektronski obrađuje i čuva u video datoteci za naknadnu obradu ili prikaz. Slike snimljene fotografskom emulzijom rezultiraju u nizu nevidljivih latentnih slika na filmu, koji se hemijski "razvijaju" u vidljivu sliku. Slike na filmu projektuju se za gledanje filma.
Kinematografija ima primenu u mnogim naučnim i poslovnim delatnostima, kao i u svrhu zabave i masovne komunikacije.

## Istorija

### Preteče
Tokom 1830-ih, razvijena su tri različita, međusobno nezavisna rešenja za pokretne slike, po principu rotirajućih valjaka i diskova: stroboskop Simona von Stampfera u Austriji, fenakistoskop Žozefa Platoa u Belgiji i zootrop Villjama Hornera u Britaniji.
Godine 1845. Francis Ronalds izumeo je prvu kameru koja je bila u stanju da kontinuirano snima različite indikacije meteoroloških i geomagnetnih instrumenata tokom vremena. Kamere su isporučene u brojne opservatorije širom sveta, a neke su ostale u upotrebi sve do 20. veka.
Villijam Linkoln patentirao je 1867. godine uređaj koji je prikazivao animirane slike zvane "točak života" ili "zoopraksiskop". U njemu su pokretani crteži ili fotografije posmatrani kroz prorez.
Dana 19. juna 1873. godine, Edvard Muibridž uspešno je snimio konja pod imenom Sali Gardner u galopu koristeći niz od 24 stereoskopske kamere. Kamere su raspoređene paralelno duž staze, a svaka kamera je kontrolisana žicama za potezanje koje su potezala kopita konja. Kamere su postavljene na razmaku od 21 inča tako da pokriju 20 ft (6,1 m) konjskih koraka, praveći slike u hiljaditom delu sekunde. Na kraju decenije, Muibridž je prilagodio sekvence svojih fotografija za kratke projekcije na zoopraksiskopu, stvarajući "filmove" koji su bili senzacija na njegovim predavanjima do 1879. ili 1880. godine.
Četiri godine kasnije, 1882. godine, francuski naučnik Etjen-Žil Marej izumeo je hronofotografski pištolj koji je mogao da snimi 12 uzastopnih kadrova u sekundi.
Kraj devetnaestog i početak dvadesetog veka doneli su upotrebu filma ne samo kao sredstva za zabavu, već i za naučno istraživanje. Francuski biolog i filmski producent Žan Penlev uporno lobira za korišćenje filma u nauci, pošto je novi medijum bio efikasniji u hvatanju i dokumentovanju ponašanja, kretanja i okruženja mikroorganizama, ćelija i bakterija, u odnosu na posmatranje golim okom. Uvođenje filma u nauku omogućilo je ne samo gledanje "novih slika i predmeta, kao što su ćelije i prirodni predmeti, već i njihovo gledanje u realnom vremenu",  dok su pre pronalaska pokretnih slika naučnici i doktori su morali da se oslanjaju na ručno nacrtane skice ljudske anatomije i njegovih mikroorganizama. Ovo je predstavljalo veliku nepriliku u nauci i medicini. Razvoj filma i povećana upotreba kamera omogućili su lekarima i naučnicima da steknu bolje razumevanje i znanje o svojim projektima.

### Filmska kinematografija
Eksperimentalni film Scena iz vrta u Raundheju koji je snimio Luj le Prins 14. oktobra 1888. godine u Raundheju, u engleskom gradu Lidsu, najstarija je sačuvana filmska slika. Ovaj film je snimljen na papirnom filmu.
Eksperimentalnu filmsku kameru razvio je i patentirao 1889. godine britanski izumitelj Vilijam Friz Grin. VKL Dikson, radeći za Tomasa Alvu Edisona, prvi je dizajnirao funkcionalni aparat nazvan "kinematograf", patentiran 1891. godine. Ova kamera snimala je niz istovremenih fotografija na standardnoj fotografskoj emulziji Istmen kodak kojom je obložena providna celuloidna traka širine 35 mm. Prva javna projekcija odigrala se 1893. godine, pomoću drugog aparata koji je dizajnirao Dikson - kinetoskopa. Aparat je bio smešten u veliku kutiju, tako da je samo jedna osoba mogla da gleda film kroz špijunku.
Naredne godine Čarls Frensis Dženkin je, pomoću projektora nazvanog fantaskop, upriličio uspešnu projekciju, a braća Luj i Avgust Limijer usavršili su svoj kinematograf, uređaj koji je snimao, štampao i projektovao film. Braća Limijer su u Parizu, decembra 1895. godine po prvi put predstavili projektovane, pokretne, fotografske slike publici koja je platila karte.
Tokom 1896. godine otvaraju se bioskopi u Francuskoj (Pariz, Lion, Bordo, Nica, Marsej), Italiji (Rim, Milano, Napulj, Đenova, Venecija, Bolonja, Forli), Briselu i Londonu.
U kafani Kod zlatnog krsta na Terazijama 6. juna 1896. održana je prva filmska projekcija u Beogradu. Predstavi su prisustvovali kralj Aleksandar Obrenović i kraljica Natalija. Braća Limijer prikazala su beogradskoj publici izbor svojih dokumentarnih filmova.

### Crno-belo
Od svog nastanka 1880-ih, filmovi su uglavnom bili monohromatski. Suprotno popularnom verovanju, monohrom ne znači uvek crno-belo. Ta reč označava snimanje filma u jednom tonu ili u boji. Pošto su troškovi tintiranih filmskih baza znatno veći, većina filmova je proizvedena u crno-beloj monohromiji. I pored ranih eksperimenata sa bojama, visoka cena boja uslovila je da filmovi sve do pedesetih godina prošlog veka uglavnom budu crno-beli. Tada su uvedeni jeftiniji procesi bojenja, a za nekoliko godina procenat filmova snimljenih u boji premašio je 51%. Do 1960-ih godina, filmovi u boji je postali su preovlađujući.

### Boja
Nakon pojave filmova, u proizvodnju fotografije u boji uložena je ogromna količina energije. Pronalazak ton filma dodatno povećava potražnju za korišćenjem fotografije u boji. Međutim, u poređenju sa drugim tehnološkim dostignućima tokom vremena, uvođenje fotografije u boji bio je relativno spor proces.
Rani filmovi nisu zapravo bili filmovi u boji, budući da su snimani monohromatski, potom ručno ili mašinski obojeni. Najraniji takav primer je ručno bojeni film Anabelin zmijski ples iz 1895. godine koji je proizvela Edisonova kompanija. Mašinsko bojenje je uvedeno kasnije. Bojenje je primenjivano do uvođenja prave kinematografije u boji 1910-ih. Mnogi crno-beli filmovi su nedavno obojeni u boji digitalnom tehnikom bojenja, uključujući snimke iz oba svetska rata, snimke sportskih događaja i političku propagandu.

### Digitalna kinematografija
U digitalnoj kinematografiji, film se snima na digitalnom mediju kao što je fleš memorija, a distribuira na digitalnom mediju kao što je hard disk.
Počevši od kasnih osamdesetih, kompanija Soni počinje da promoviše koncept "elektronske kinematografije", nudeći tržištu svoje analogne Soni HDVS profesionalne video kamere. Taj pokušaj imao je vrlo malo uspeha. Međutim, dovelo je do jednog od najranijih digitalno snimljenih celovečernjih igranih filmova, filma Đulijeta i Đulijeta (1987). 1998. godine, uvođenjem HDCAM rekordera i digitalnih profesionalnih video kamera zasnovanih na CCD tehnologiji, sa rezolucijom 1920x1080 piksela, koncept, sada preimenovan "digitalna kinematografija", počinje da dobija na značaju.
Poslednja emisija, film snimljen i prikazan 1998. godine smatra se prvim celovečernjim video filmom snimljenim i montiranim u potpunosti na digitalnoj opremi dostupnoj na tržištu. U maju 1999, Džordž Lukas izazvao je dominaciju filmskog medija u pravljenju filmova, kada je u film Fantomska pretnja uključio materijal snimljen digitalnim kamerama visoke definicije. Krajem 2013. godine Paramount Pictures postaje prvi veliki filmski studio koji je distribuirao filmove u bioskopima u digitalnom formatu, u potpunosti eliminišući filmsku traku.
Kako se digitalna tehnologija poboljšavala, filmski studiji su se počeli sve više pomerati ka digitalnoj kinematografiji. Od 2010. godine, digitalna kinematografija postala je dominantna forma kinematografije, u velikoj meri potiskujući upotrebu filmske trake.

## Aspekti

### Kinematografska tehnika
Prve filmske kamere su bile pričvršćene direktno na glavu stativa ili druge podrške, uz samo najugroženiju vrstu uređaja za nivelisanje, na način stojećih foto-aparata stativa tog perioda. Najraniji filmski fotoaparati su tako efektivno fiksirani tokom snimanja, pa samim tim i pokretanje prvih kamera je rezultat montiranja kamere na pokretnom vozilu. Prvi poznatiji od njih bio je film koji je snimio snimatelj kamerama Lumiera sa zadnje platforme voza koji je napustio Jerusalim 1896. godine, a do 1898. godine bilo je nekoliko filmova snimljenih iz pokretnih vozova. Iako su navedeni pod opštim naslovom "panorame" u prodajnim katalozima tog vremena, ovi filmovi su upereni direktno ispred železničkog motora obično se nazvali "fantomske vožnje".
standardni obrazac za rane filmske studije obezbedio je studio koji je Georges Melies sagradio 1897. godine. Ovo je imalo stakleni krov i tri staklena zida izgrađena nakon modela velikih studija za fotografiju, a opremljena je tankim pamučnim tkaninama koje mogu biti prošireni ispod krova da difuzuju direktni zrak sunca u sunčanim danima. Meko sveukupno svetlo bez stvarnih senki koje je ovaj aranžman proizveo, a koji postoji i prirodno u laganim stranama, trebalo je da postane osnova za osvetljenje filma u filmskim studijama za narednu deceniju.

### Senzor slike i filmski materijal
Kinematografija može početi s digitalnim senzorom slike ili rolnama filma. Napredak u filmskoj emulziji i strukturi zrna obezbedio je širok spektar dostupnih filmskih zaliha. Izbor filma je jedna od prvih odluka u pripremi tipične filmske produkcije.
Većina modernog bioskopa koristi digitalnu kinematografiju i nema filmske akcije, ali se kamere mogu prilagoditi na način koji ide daleko iznad mogućnosti određenog filma. Oni mogu pružiti različite stepene osjetljivosti na boju, kontrast slike, osjetljivost na svjetlost i tako dalje. Jedna kamera može postići sve različite izglede različitih emulzija. Prilagođavanje digitalnih slika kao što su ISO i kontrast se vrše procenjivanjem istih podešavanja koja bi se dešavala ukoliko je aktuelni film korišćen, i zbog toga su osetljivi na percepciju senzora kamere o različitim filmskim zalihama i parametrima prilagođavanja slike.

### Filteri
Filteri, kao što su difuzioni filteri ili filteri za efekte boja, takođe se široko koriste za poboljšanje raspoloženja ili dramatičnih efekata. Većina fotografskih filtera sastoji se od dva komada optičkog stakla zalepljenog zajedno sa nekom vrstom slike ili lakim materijalom za manipulaciju između stakla. U slučaju filtera u boji, često je prozirno sredstvo boje pritisnuto između dve ravni optičkog stakla.
Određeni kinematografi, kao što je Christopher Doile, poznati su po svojoj inovativnoj upotrebi filtera. Filteri se mogu koristiti ispred objektiva ili, u nekim slučajevima, iza sočiva za različite efekte. Christopher Doile je bio pionir za povećanu upotrebu filtera u filmovima. Bio je veoma poštovan u čitavom svetu kina.

### Objektiv
Objektivi se mogu pričvrstiti na fotoaparat kako bi se dobio određeni izgled, osećaj ili efekat pomoću fokusa, boje itd.
Kao i ljudsko oko, kamera stvara perspektivne i prostorne odnose sa ostatkom sveta. Međutim, za razliku od očiju, kinematograf može odabrati različite sočiva u različite svrhe. Varijacija žižne daljine je jedna od glavnih prednosti. Žižna daljina objektiva određuje ugao gledanja i prema tome vidno polje. Kinematografi mogu da izaberu širok spektar širokougaonih objektiva, "normalnih" sočiva i dugih objektiva za fokusiranje, kao i makro sočiva i drugih sistema objektiva specijalne efekte kao što su borecope sočiva. Širokougaono sočivo ima kratke fokusne dužine i čini očigledne prostorne udaljenosti. Jedna osoba u daljini je prikazana znatno manja, dok će neko napred biti veliki. S druge strane, duga fokusna sočiva smanjuju takva preterivanja, koja prikazuju dalekoseće objekte kao naizgled bliske i perspektive istezanja. Razlike između renderinga u perspektivi zapravo nisu zbog žarišne dužine, već od udaljenosti između predmeta i kamere. Stoga, upotreba različitih žižnih daljina u kombinaciji sa različitim fotoaparatima za podmićivanje distanca stvara ove različite renderinge. Promena žižne daljine samo dok držite istu poziciju kamere ne utiče na perspektivu, već samo na ugao gledanja kamere.
Zum objektiv omogućava operateru fotoaparata da promeni svoju žižnu daljinu unutar snimka ili brzo između postavki za snimke. Kako "prime" objektivi pružaju veći optički kvalitet i koji su "brži" (veći otvori blende, koji se mogu koristiti u manje svetlosti) od zum objektiva, često se koriste u profesionalnoj kinematografiji preko zum objektiva. Međutim, određene scene ili čak vrste filmova mogu zahtevati upotrebu zuma za brzinu ili jednostavnost korišćenja, kao i snimke koji uključuju pomeranje zuma.

## Osoblje
U padajućem redosledu uključeno je sledeće osoblje:
- Direktor fotografije ili kinematograf
- Operater kamere naziva se i kamermanom
- Prvi asistent kamere takođe se naziva i fokuser
- Drugi asistent kamere

## Literatura
- Spencer, D. A. (Douglas Arthur), (1973). The focal dictionary of photographic technologies. London: Prentice-Hall. ISBN 978-0-13-322719-2. OCLC 578292.
- Frances,, Ronalds, Beverley. Sir Francis Ronalds : father of the electric telegraph. London. ISBN 9781783269174. OCLC 932171894.
- Clegg, Brian (2007). The man who stopped time : the illuminating story of Eadweard Muybridge : pioneer photographer, father of the motion picture, murderer. Washington, D.C.: Joseph Henry Press. ISBN 9780309101127. OCLC 71947413.
- Landecker, Hannah (март 2006). „Microcinematography and the History of Science and Film”. Isis (на језику: енглески). 97 (1): 121—132. ISSN 0021-1753. doi:10.1086/501105.

## Spoljašnje veze
- „World's first colour film viewed”. BBC News (на језику: енглески). 12. 9. 2012. Приступљено 20. 5. 2018.
- Julia and Julia (1987), Приступљено 20. 5. 2018
- „Kako se snimaju scene seksa na filmu? Više ne sme da bude iznenađenja za glumce”. Б92. 17. 4. 2019. Приступљено 17. 4. 2019.
- The History of Cinematography at Kodak.
- Burns, Paul. The History of the Discovery of Cinematography